# Podstawowa liczba odtwarzania
Podstawowa liczba odtwarzania, bazowy współczynnik reprodukcji, podstawowy wskaźnik reprodukcji, wskaźnik R, współczynnik R – teoretyczna liczba osób, którą zaraża każdy chory, przy założeniu, że wszystkie jego kontakty następują z osobami podatnymi na zakażenie. 
Podstawową liczbę odtwarzania wylicza się ze wzoru:
{\displaystyle R_{0}=c\times p\times d}
gdzie:
{\displaystyle c} – liczba kontaktów osoby chorej ze zdrowymi w jednostce czasu
{\displaystyle p} – prawdopodobieństwo zakażenia w czasie kontaktu
{\displaystyle d} – czas trwania okresu zakaźności.
Rzeczywista liczba zakażonych jest niższa od teoretycznej, ze względu na występowanie w populacji osób odpornych, i jest iloczynem podstawowej liczby odtwarzania i odsetka kontaktów z osobami podatnymi na zakażenie.